# کالای لوکس

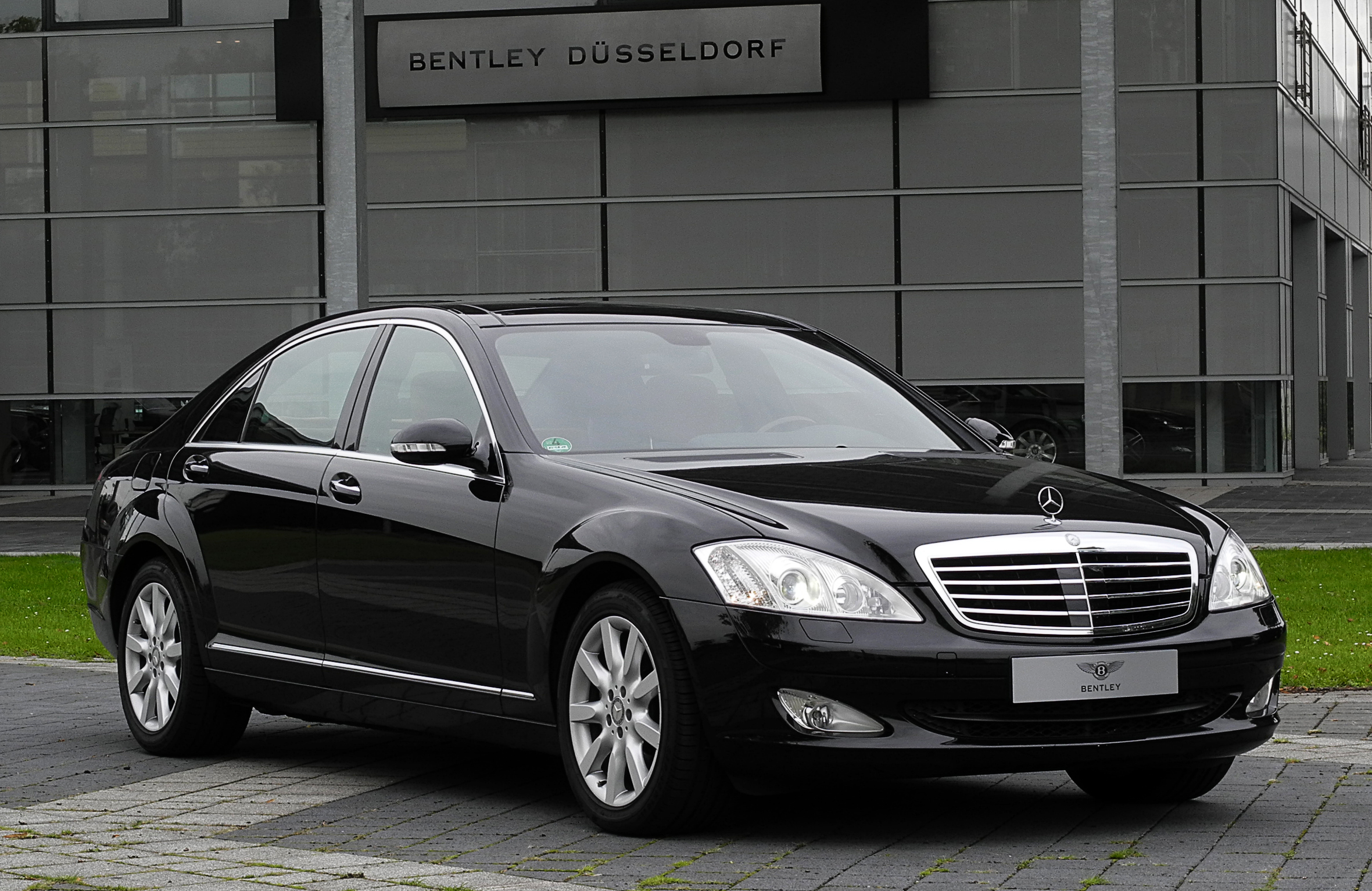
نمونه‌ای از یک سدان تجملی (لوکس) «مرسدس بنز»

کالای تجملی یا کالای لوکس کالایی است که درصد تغییرات تقاضا برای آن بیش از درصد تغییرات درآمد است؛ یعنی با افزایش درآمد تقاضا برای آن هم افزایش می‌یابد اما بیش از تغییرات درآمد و در تضاد با کالای ضروری است که درصد تغییرات تقاضا برای آن کمتر از درصد تغییرات درآمد است. کالای تجملی اغلب معادل کالای ممتاز است. آلمان، فرانسه و ایتالیا کشورهایی با بیشترین کالاهای لوکس هستند.

## کالای تجملی در مد
تاریخ طراحی مد نشان می‌دهد نخستین بار در دههٔ بیست میلادی ابریشم به عنوان کالایی لوکس مورد توجه طراحان قرار گرفت. در دهه سی میلادی نیز تولیدکنندگان کالاهای لوکس در حوزه مد مانند هرمس علاوه تولید زیپ اقدام به تولید روسری دست‌ساز نیز کردند. در سال ۱۹۲۱ گوچی یکی از منابع اصلی فروش چرم‌های لاکچری بود.

## برندهای لوکس
ایده یک برند لوکس لزوماً یک محصول یا یک نقطه قیمت نیست، بلکه ذهنیتی است که در آن ارزش‌های اصلی که توسط یک برند بیان می‌شود، مستقیماً به تعهد تولیدکننده و همسویی با درک کیفیت با ارزش‌ها و آرزوهای مشتریانش مرتبط است. بنابراین، این مشتریان هدف هستند که یک برند لوکس را می‌سازند. برندهایی که لوکس تلقی می‌شوند ادعا دارند که در حوزه کاری خود بهترین هستند با مشتریان خود ارتباط برقرار می‌کنند. این برندها باید عملکرد قابل اندازه‌گیری بهتری ارائه دهند.

## کالاهای تجملی در خاورمیانه
با رشد اقبال به کالاهای تجملی در صنعت مد، خاورمیانه نیز به این کالاها اقبال نشان داد و در دهه‌های گذشته پای کالاهای لوکس در حوزه مد و فشن به خاورمیانه نیز باز شد. برندهایی مانند بهنود از پیشگامان این طراحی بودند. کالاهای تجملی به ارزهای تازه نیز به خوبی تطبیق پیدا کرده‌اند. 